# جواو جيلبيرتو
جؤاو جيلبيرتو برادو بيرايرا دي أوليفييرا، يُعرف باسم جؤاو جيلبيرتو (تلفظ برتغالي: ‎/ˈʒwɐ̃w ʒiwˈbɛʁtu/‏ (10 يونيو 1931م - 6 يوليو 2019) مغن وعازف غيتار برازيلي. يعتبر أحد أكبر فنانين (البوستا نوفا) بالبرازيل. وكانت تسجيلاته الإبداعية التي تتضمن أغاني لحَّنها أنطونيو كارلوس خوبيم وفينيسيوس دي مورايس، سببًا في ظهور النوع الموسيقي الجديد الذي يُسمى البوسا نوفا في أواخر خمسينيات القرن الماضي. كما عرف بأغنيته (ذي غيرل فروم إيبانيما). توفي في 6 يوليو عام 2019 عن عمر ناهز 88 عام.

## وصلات خارجية
- جواو جيلبيرتو على موقع IMDb (الإنجليزية)
- جواو جيلبيرتو على موقع الموسوعة البريطانية (الإنجليزية)
- جواو جيلبيرتو على موقع ألو سيني (الفرنسية)
- جواو جيلبيرتو على موقع ميوزك برينز (الإنجليزية)
- جواو جيلبيرتو على موقع أول ميوزيك (الإنجليزية)
- جواو جيلبيرتو على موقع ديسكوغز (الإنجليزية)
- جواو جيلبيرتو على موقع قاعدة بيانات الفيلم (الإنجليزية)